# Рука (курорт)
Ру́ка (фин. Ruka) — горнолыжный курорт в Финляндии в городском муниципалитете Куусамо. 

## География
Курорт расположен на возвышенности Рукатунтури (фин. Rukatunturi), высота которой 492 метр над уровнем моря. Несмотря на присутствие слова «тунтури» в названии, возвышенность является не горой (фин. tunturi), а сопкой (фин. vaara). На её вершине росли деревья, которые были вырублены.

## Курорт
Лыжный курорт Рука включает в себя горнолыжные склоны, сеть трасс для лыжных гонок и 2 трамплина. Он является одним из крупнейших в стране. Работает с 1950-х годов, а в последние годы пользуется широкой популярностью среди российских туристов.

### Горнолыжный спорт
Горнолыжный курорт Рука это:
- 22 подъёмник;
- 39 склонов;
- пропускная способность подъемников 28150 чел/час;
- перепад высот 201 м.

### Лыжные гонки
Протяжённость лыжегоночных трасс составляет 240 км. В последние годы в Руке регулярно стартуют Кубки мира по лыжным гонкам и двоеборью.

### Прыжки с трамплина
На большом трамплине Рукатунтури (К-120, HS142) ежегодно проводятся этапы Кубков мира по прыжкам на лыжах и двоеборью. Для тренировок используется трамплин (К-64).

## Фотографии

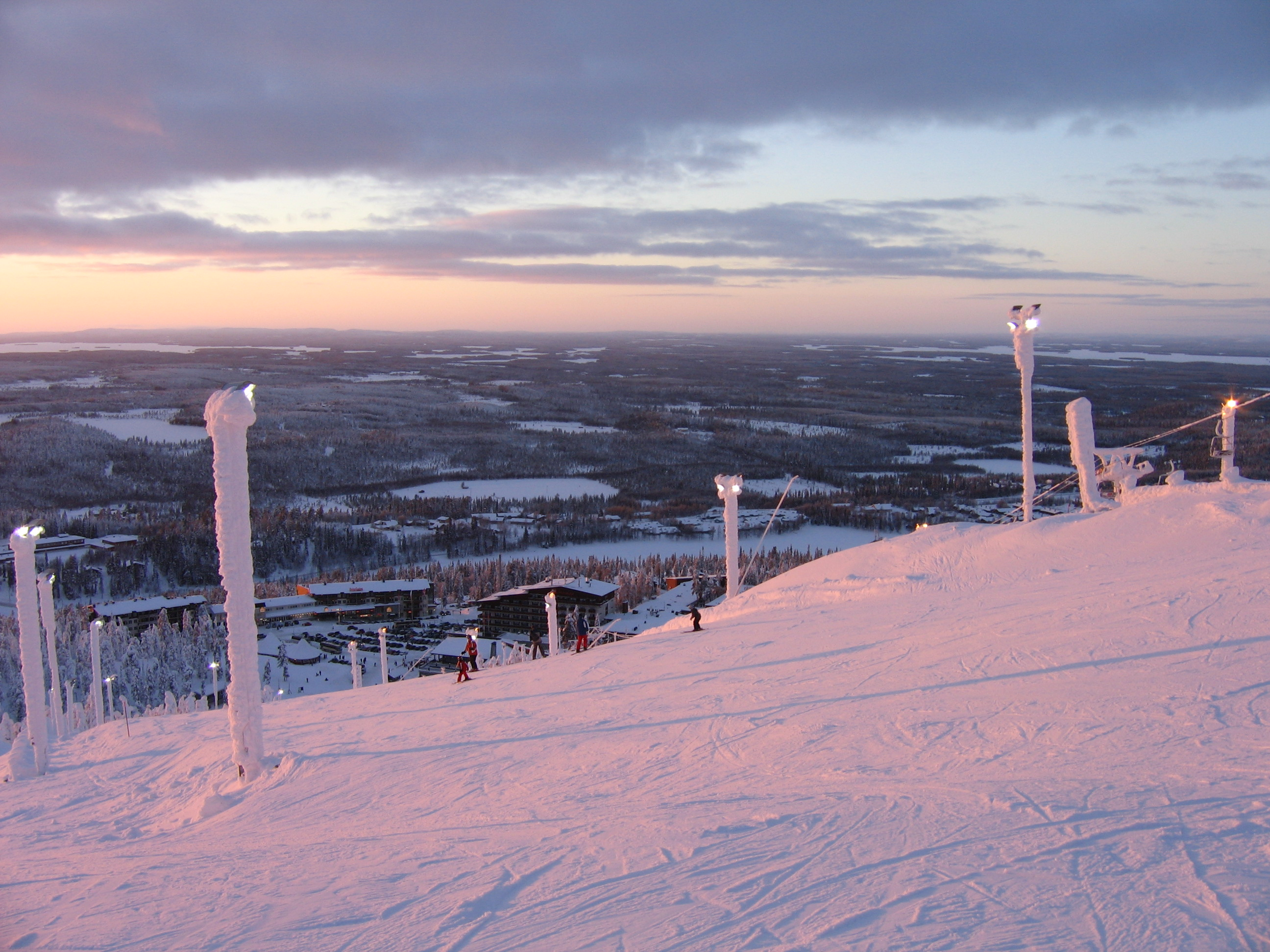
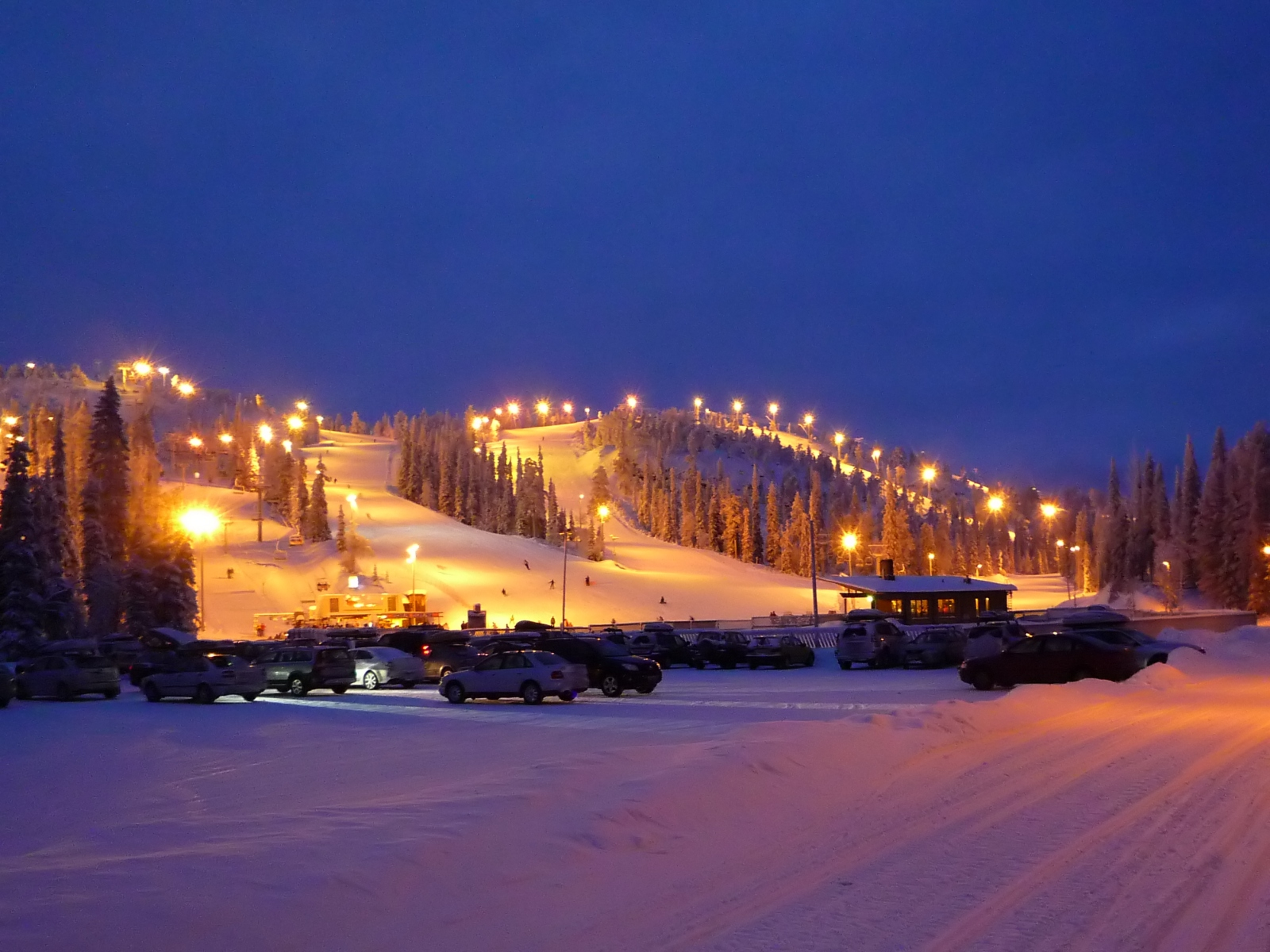
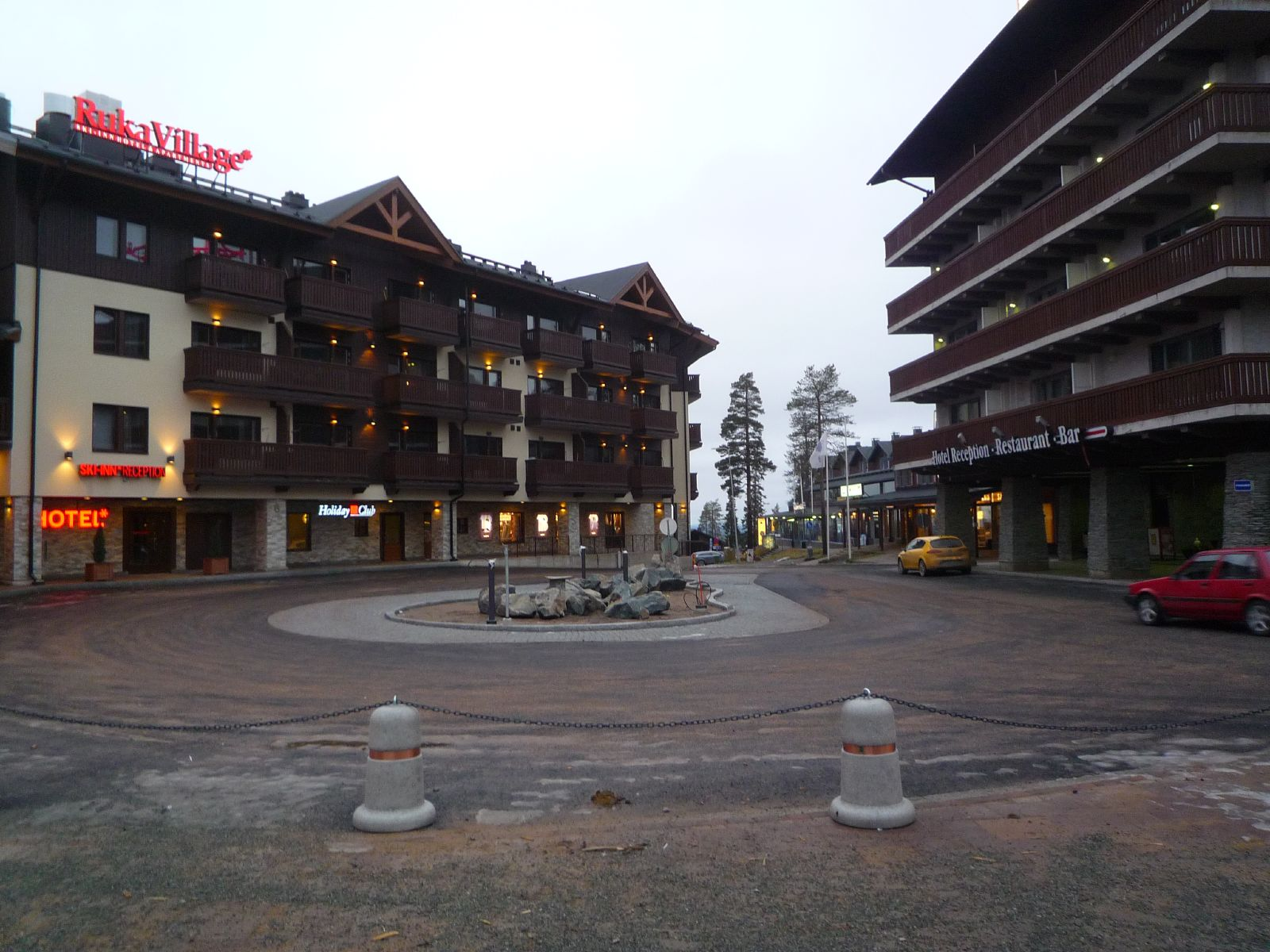
Туристическая деревня
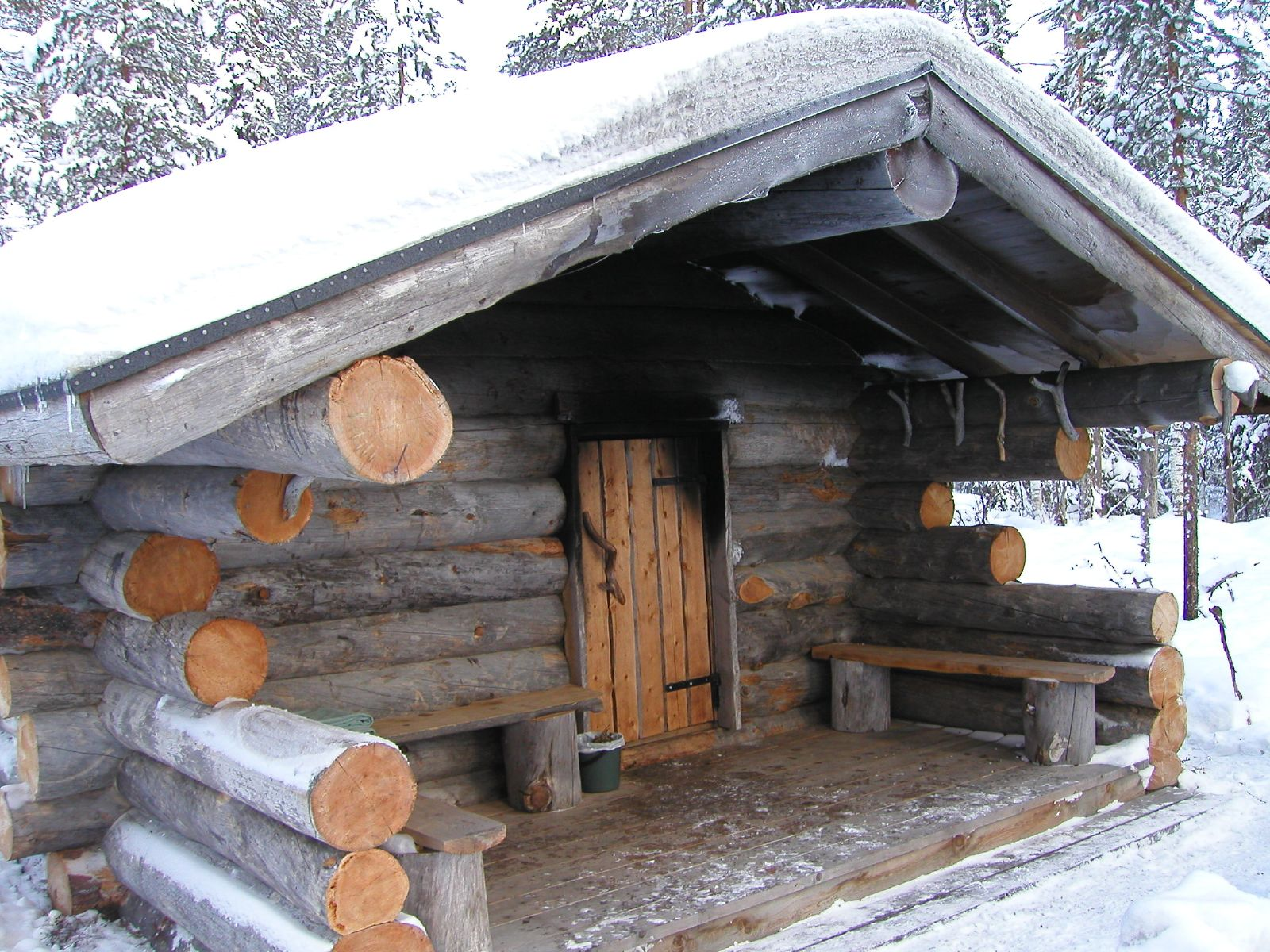
Традиционная финская сауна по-чёрному
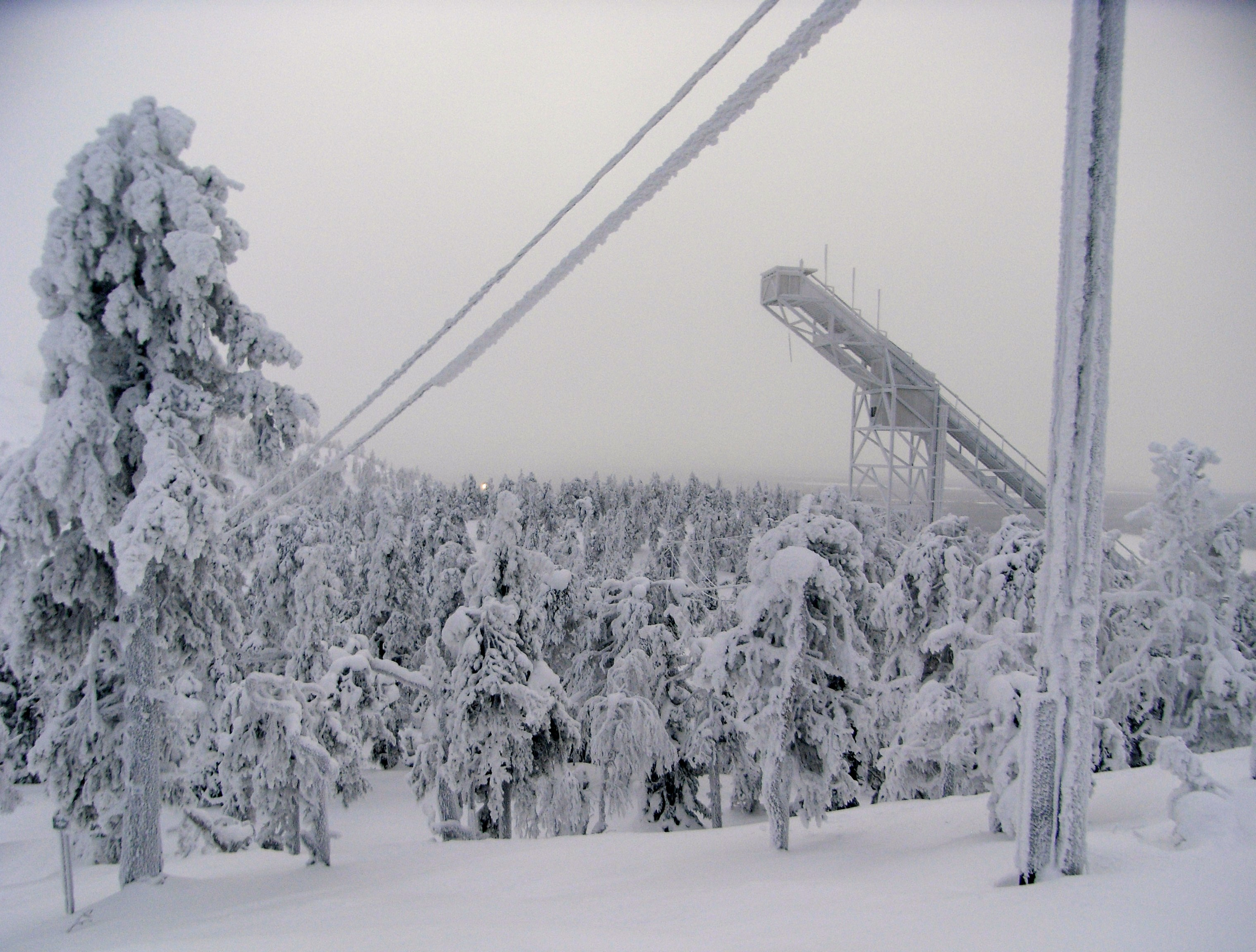
Трамплин для прыжков на лыжах